# 다티드콰드
다티드콰드(dottedquad)는 예술과 테크놀러지와의 결합을 기반으로한 뉴 미디어 그룹이다.
2002년 시카고에서 노아 쉬블리와 오현주에 의해 처음 창설되었으며 멤버들은 뉴욕과 서울로 이주하여 다양한 실험 작업을 계속해오고 있다. 가상현실, 네트워크를 기반으로한 사운드환경, 비주얼라이제이션, 소셜 소프트웨어 등에 관한 리써치와 전시가 주 관심사이며, 다양한 미디어를 통해 아이디어를 구현을 할 때, 다티드콰드는 새로운 테크놀로지를 이용할 뿐만 아니라, 구시대의 기술을 재해석하여 그것의 새로운 가능성이나 문화와 사회에 전반에 영향 미치는 파급효과를 모색한다. 이들은 리처드 도킨스의 《이기적 유전자》의 밈 개념을 기반으로 하여 소셜 소프트웨어 프로젝트 시리즈를 발표했는데, 사회적 흔적 (Social Residue)과 전염성있는 두뇌 광고 (Contagious Brain Blurb)라는 전시가 그 예이다. 이들은 시카고 밀레니엄 공원의 공공미술 프로젝트의 하나인 분수대 프로젝트에 참여하였으며 그밖에 미국과 한국에서 다양한 실험적인 전시를 해오고 있다.